# Conférence des évêques du Bénin
La Conférence des évêques du Bénin (abrégé CEB) est une conférence épiscopale de l’Église catholique au Bénin qui rassemble l’ensemble des cardinaux et évêques en activité exerçant leur charge pastorale au Bénin.
Fondée en 1970, elle est membre de la Conférence épiscopale régionale de l’Afrique de l’Ouest (RECOWA-CERAO) et du Symposium des conférences épiscopales d’Afrique et de Madagascar, (SECAM-SCEAM).
Au Bénin, la conférence des évêques œuvre pour la paix, le dialogue social et inter-religieux.

## Membres

### Conférence plénière
La conférence réunit une douzaine de membres.

### Présidents
Le président de la conférence est en 2023 Roger Houngbédji, archevêque de Cotonou.
Il y a précédemment eu :
- 1970-1971 : Bernardin Gantin, archevêque de Cotonou, devenu ensuite cardinal ;
- 1972-1991 : Christophe Adimou, archevêque de Cotonou ;
- 1991-1999 : Lucien Monsi-Agboka, évêque d’Abomey ;
- 2001-2006 : Nestor Assogba, archevêque de Cotonou ;
- 2006-2016[6] : Antoine Ganyé, évêque de Dassa-Zoumè puis archevêque de Cotonou ;
- 2016[6]-2023 : Victor Agbanou, évêque de Lokossa.

### Vice-présidents
Le vice-président est en 2023 Aristide Gonsallo, évêque de Porto Novo.
Il y a précédemment eu :
- 2016[6]-2023 : Eugène Cyrille Houndékon, évêque d’Abomey.

### Secrétaires généraux
Le secrétaire général est en 2023 Coffi Roger Anoumou, évêque de Lokossa.
Il y a précédemment eu :
- 1999-2016 : Eugène Cyrille Houndékon, évêque d’Abomey ;
- 2016[6]-2023 : Pascal N’Koué, archevêque de Parakou.

## Historique
La conférence des évêques du Bénin est fondée en 1970. Son premier président était le cardinal Bernardin Gantin qui l’a dirigée de 1970 à 1971.

## Sanctuaires
La conférence n’a pas, en 2022, désigné de sanctuaire national.